# Miejski Zakład Komunikacji w Kutnie
Miejski Zakład Komunikacji w Kutnie Sp. z o.o. – zakład budżetowy Urzędu Miasta w Kutnie świadczący usługi w zakresie pasażerskiego transportu zbiorowego na terenie miasta Kutno.  W przeszłości zakład prowadził działalność przewozową na terenie okolicznych gmin: gminy wiejskiej Kutno, Krzyżanów, Oporów, Strzelce. Powstał w 1991 roku w wyniku przekształcenia Miejskiego Przedsiębiorstwa Komunikacji w Kutnie.

## Linie
MZK posiada 12 linii autobusowych. Przebieg podstawowych linii komunikacyjnych (według stanu na 03.02.2025r.) przedstawia tabela:
| Numer linii | Przebieg trasy |
| ----------- | --- |
| 1           | Graniczna - Gen. Maczka - Tarnowskiego - Zamoyskiego - Skłodowskiej - 29-go Listopada - Barlickiego - Al. Jana Pawła II - Podrzeczna - Narutowicza - 1-go Maja - Dworzec PKP - Troczewskiego - Wariant 1: Łąkoszyńska Wariant 2: Łąkoszyńska - Wodna - Oczyszczalnia - Lotnicza Wariant 3: Łąkoszyńska - Józefów - Metalowa |
| 2           | Dworzec PKP - Sienkiewicza - Narutowicza - 29-go Listopada - Barlickiego - Al. Jana Pawła II - Wyszyńskiego - Troczewskiego - Łąkoszyńska - Wodna - Wschodnia - Intermodalna |
| 3           | Dworzec PKP - Troczewskiego - Warszawskie Przedmieście - Krzywoustego - Batorego - Chrobrego - Grunwaldzka - Wyszyńskiego - Al. Jana Pawła II - Barlickiego - 1-go Maja - Mickiewicza - Majdany - Raszewska |
| 4           | Graniczna - Gen. Maczka - Skłodowskiej - Zamoyskiego - Tarnowskiego - Północna - Szpital - Kościuszki - Bitwy pod Kutnem - Oporowska - Szpitalna - Kościuszki - Al. Jana Pawła II - Wyszyńskiego - Grunwaldzka - Chrobrego - Batorego - Krzywoustego - Warszawskie Przedmieście - Troczewskiego - Łąkoszyńska |
| 5           | Kuczków - Sieciechów - Kasztanowa - Tarnowskiego - Zamoyskiego - Skłodowskiej - 29-go Listopada - Barlickiego - Al. Jana Pawła II - Wyszyńskiego - Grunwaldzka - Chrobrego - Wariant 1: Batorego Wariant 2: Batorego - Grunwaldzka |
| 6           | Dworzec PKP - Sienkiewicza - Narutowicza - 29-go Listopada - Barlickiego - Oporowska - Malina - Grunwaldzka - Batorego |
| 7           | Batorego - Chrobrego - Grunwaldzka - Wyszyńskiego - Al. Jana Pawła II - Oporowska - Szpitalna - Szpital - Kościuszki - Barlickiego - 1-go Maja - Wiadukt - Łęczycka - Konopnickiej - Orzeszkowej - Wariant 1: Siemiradzkiego Wariant 2: Przemysłowa - Krośniewicka - Zbożowa - Azory |
| 9           | Dworzec PKP - Sienkiewicza -Narutowicza - Skłodowskiej - Zamoyskiego - Tarnowskiego - Północna - Szpital - Kościuszki - Al. Jana Pawła II - Wyszyńskiego - Grunwaldzka - Chrobrego - Wariant 1: Batorego Wariant 2: Batorego - Grunwaldzka Wariant 3: Batorego - Krzywoustego - Warszawskie Przedmieście - Troczewskiego - Łąkoszyńska |
| 10          | Dworzec PKP - Sienkiewicza - Narutowicza - Skłodowskiej - Zamoyskiego - Tarnowskiego - Północna - Szpital - Kościuszki - Al. Jana Pawła II - Wyszyńskiego - Grunwaldzka - Chrobrego-Batorego/pętla - Wariant 1: Łąkoszyńska - Józefów - Sklęczkowska - Agroma - Sklęczki - Wschodnia - Animex - Kellogg's - Intermodalna Wariant 2: Łąkoszyńska - Józefów - Sklęczkowska - Agroma - Sklęczki - Wschodnia - Animex - Intermodalna Wariant 3: Łąkoszyńska - Józefów - Sklęczkowska - Agroma - Sklęczki - Wschodnia - Intermodalna Wariant 4: Łąkoszyńska - Agroma - Sklęczki - Wschodnia - Animex - Intermodalna Wariant 5: Łąkoszyńska - Wschodnia - Intermodalna Wariant 6: Łąkoszyńska - Józefów - Sklęczkowska - Agroma - Sklęczki - Wschodnia - Animex - Intermodalna - Poprzeczna - Stalowa Wariant 7: Łąkoszyńska - Józefów - Sklęczkowska - Agroma - Sklęczki - Wschodnia - Intermodalna - Poprzeczna - Stalowa |
| 11          | Graniczna - Gen. Maczka - Tarnowskiego - Zamoyskiego - Skłodowskiej - 29-go Listopada - Barlickiego - Al. Jana Pawła II - Troczewskiego - Łąkoszyńska - Józefów - Metalowa -Wschodnia - Sklęczki |
| 12          | Graniczna - Gen. Maczka - Skłodowskiej - 29-go Listopada - Barlickiego - Al. Jana Pawła II - Wyszyńskiego - Troczewskiego - Łąkoszyńska - Siemiradzkiego - Wariant 1: Przemysłowa - Krośniewicka - Zbożowa - Azory Wariant 2: Łęczycka - Konopnickiej - Orzeszkowej - Przemysłowa - Krośniewicka - Zbożowa - Azory |
| 14          | Batorego - Chrobrego - Grunwaldzka - Wyszyńskiego - Al. Jana Pawła II - Oporowska - Wariant 1: Bitwy pod Kutnem - Kościuszki - Szpital - Kościuszki - Barlickiego - 1-go Maja - Narutowicza - Toruńska - Sadowa - Wiosenna - Dybów - Jesienna Wariant 2: Szpitalna - Szpital - Kościuszki - Barlickiego - 1-go Maja - Narutowicza - Toruńska - Sadowa - Wiosenna - Dybów - Jesienna |

## Tabor

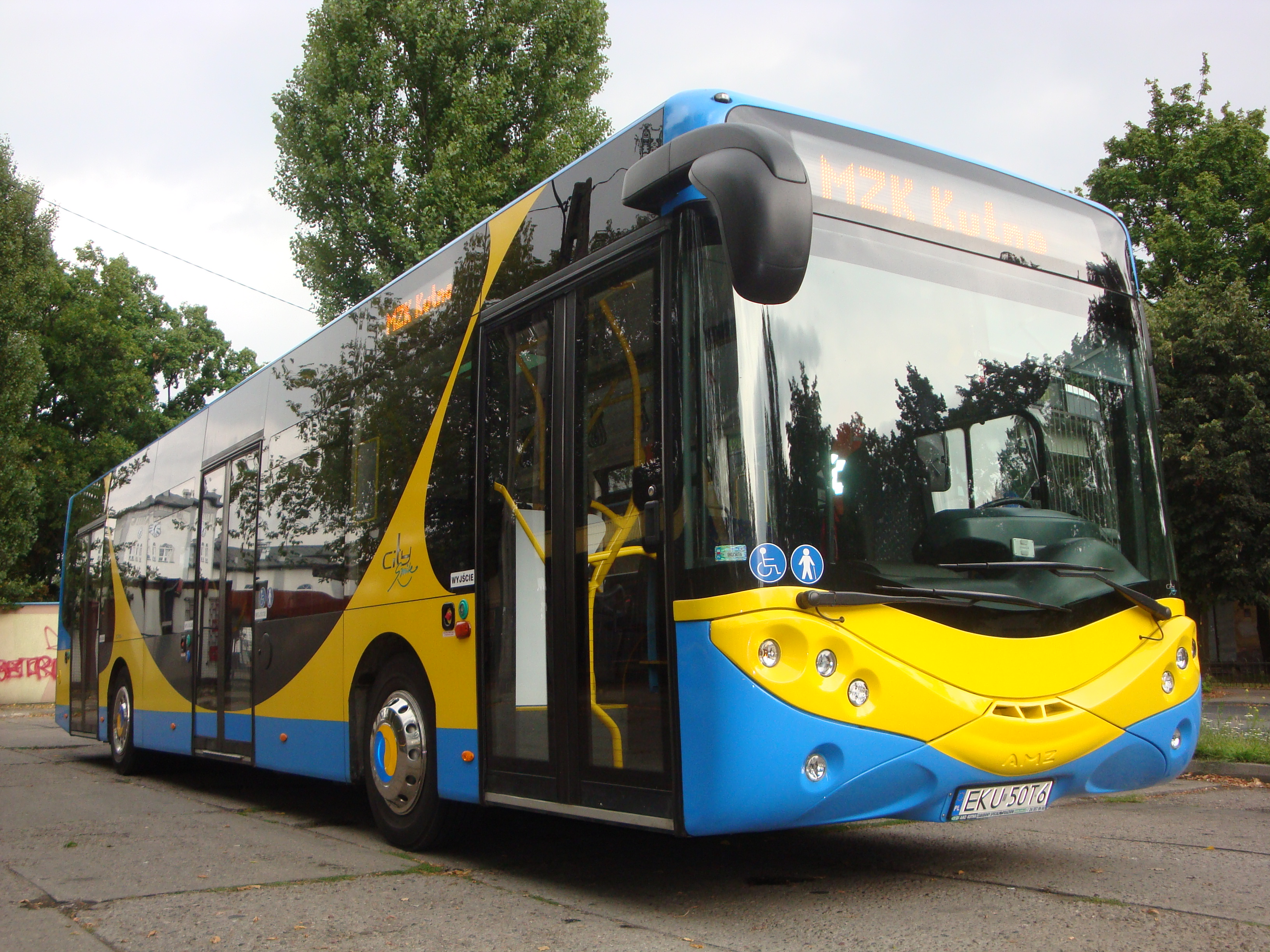
AMZ City Smile 12LF

## Tabor[4]
| Typ autobusu                                                   | Eksploatacja od                                                | przewóz osób na wózkach                                        | Liczba |
| -------------------------------------------------------------- | -------------------------------------------------------------- | -------------------------------------------------------------- | ------ |
| AMZ City Smile 10LF                                            | 2012                                                           | przewóz osób na wózkach                                        | 6      |
| AMZ City Smile 12LF                                            | 2011                                                           | przewóz osób na wózkach                                        | 1      |
| Solaris Urbino 10,5                                            | 2017                                                           | przewóz osób na wózkach                                        | 7      |
| Solaris Urbino 12                                              | 2016                                                           | przewóz osób na wózkach                                        | 13     |
| Solaris Urbino 12 electric                                     | 2020                                                           | przewóz osób na wózkach                                        | 6      |
| Liczba pojazdów                                                | Liczba pojazdów                                                | Liczba pojazdów                                                | 33     |
| Udział autobusów niskopodłogowych i niskowejsciowych we flocie | Udział autobusów niskopodłogowych i niskowejsciowych we flocie | Udział autobusów niskopodłogowych i niskowejsciowych we flocie | 100%   |